# Франко Франки
Фра́нко Фра́нки (итал. Francesco Benenato, 18 сентября 1928, Палермо — 9 декабря 1992, Рим) — итальянский комик, бывший на пике популярности в 60—70-х годах XX века.

## Биография
Франко Франки — настоящее имя Франческо Бененато, родился 18 сентября 1928 года в Палермо в семье каменщика и работницы табачной фабрики.
Он был четвёртым из 13 детей.
Жили за чертой бедности, часто голодали. Всё, что они могли позволить себе на обед, это картофель и жареные баклажаны, изредка удавалось побаловать себя макаронами, заправленными только маслом, и редко фасолью. Уже в 3-м классе Франческо бросает школу, чтобы хоть как-то заработать на пропитание. Таким образом, с 11 лет он вступил в неравную борьбу с нищетой: торговал церковной утварью на блошином рынке, работал в кондитерской мальчиком на побегушках, носильщиком на вокзале. В крайне тяжелые моменты, страдая от голода, вынужденно промышлял мелким воровством.
С ранних лет Франческо проявляет огромный интерес к лицедейству и в конце концов, его призвание показало иную дорогу к заработку. Вскоре он начинает ходить по улицам Палермо устраивая импровизированные представления, во время которых придумывает различные геги, делает пародии, изображает животных, крутит замысловатые сальто, поет и танцует, в общем, делает все, чтобы насмешить публику. На одном из таких представлений его замечает известный в те времена неаполитанский уличный музыкант Сальваторе Полара, возглавляющий небольшую труппу артистов так называемых «стришанти». Он берёт его в свою труппу и Франко получает свою первую зарплату в качестве артиста — 7 лир в неделю! К окончанию войны их труппа выступала уже не только в Палермо, но и в ближайших городах, а Франко строит себе новый комический образ, взяв сценический псевдоним Чиччо Ферру, который и будет развиваться дальше. Это было нечто феерическое — фонтан жизненной энергии с невероятной мимикой, он сам рассказывал, что в образе мог сделать со своим лицом все что угодно. Особенно ему удавались гротескные пародии на Муссолини, Гитлера. Последний, впоследствии, стал одним из коронных номеров, он часто вставлял этого персонажа в сценки и фильмы, Гитлер с уморительной гримасой, говорящий на макаронно-немецком диалекте, заставлял смеяться всех. Народ на улице сходил с ума от его гримас и был готов платить вдвойне, что бы увидеть Чиччо Ферру. К 20 годам Франко работал в полную силу, помимо уличных представлений он подрабатывает тамадой на свадьбах, крестинах и других праздниках. Потом его берут в цирк Куратола, где Франко выполняет любую работу — от работника манежа до акробата, от клоуна до драматического актёра. Обычно в один день он работал по 3-4 спектакля. К сожалению, это счастливое время приходит к концу. Вдохновленный успехом Франко убеждает Полара что пора завоевывать и другие города: Багерия, Термоли, Мессина. Это приводит огромной усталости коллектива, а в увеличившейся в несколько раз труппе начинаются трения и дело разваливается. Франко опять безработный.
Потеряв возможность зарабатывать как артист, чтобы не умереть с голоду Франко снова возвращается к профессии карманника. Заканчивается это печально, его сажают в тюрьму. После выхода на свободу в 22 года он уезжает на север и работает как уличный музыкант. В этот же год он уходит служить в армию.

## Образование дуэта: Франко и Чиччо
Следующим очень важным шагом в его карьере стала работа с Франческо Инграссия / Francesco Ingrassia (сценическое имя Чиччо / Ciccio). Начиная с 1954 года они стали выступать вместе, и биография Франко становится общей биографией с Играссия. Теперь это дуэт Франко и Чиччо / Franco e Ciccio.
Первый совместный номер, ставший впоследствии классикой, назывался «Core n’grato». Номер имел колоссальный успех и послужил отправной точкой в блистательной карьере дуэта. Постепенно творческий союз перерос в крепкую дружбу. С ростом популярности они стали выступать только в крупных театрах. Однако слава не особо отразилась на финансовом состоянии артистов. В гастролях им приходилось делить одну комнату, да и просто поесть удавалось не всегда.
Ещё одним поворотом в жизни Франко и Чиччо стало знакомство с известным в те времена сицилийским комиком Джовании ди Ренцо. Тот убедил их, что если на севере Италии они будут иметь хотя бы половину своего успеха на Сицилии, то их признают лучшими итальянскими комиками. Ренцо ангажировал их на турне по северу. Для покупки билета до Милана им пришлось занимать денег, и ди Ренцо был вынужден выдать авансом 10000 лир.
Дуэт с успехом гастролировал по Ломбардии, что означало, что их комичность не была предназначена только для южан — она универсальна. Однажды во время спектакля в Беллуно в театре произошёл пожар, и Франко вместе с танцорами был отрезан огнем. К счастью ему удалось найти огнетушитель и потушив пламя, он спасся сам и спас коллег. После успеха на сцене и в деле тушения пожара Франко был награждён премией «Маскотте» (Талисман) от одноимённого журнала в номинации — открытие года.
Выход на международную сцену также увенчался успехом. Французский импресарио Метц пригласил дуэт со спектаклем «Due in allegria e cinque in armonia» выступить во Франции. Несмотря на то, что их французский был совершенно непонятным, Франко и Чиччо имели огромный успех у местной публики. Газеты на следующий день вышли с положительными откликами — «мы, конечно, ничего не поняли, но смеялись до коликов».
Это был дуэт просто идеальной комичности. Франко — невысокого роста, коренастый, импульсивный весёлый простак и Чиччо — высокий, худой, рафинированный с манерами аристократа. Франко — природный талант, Чиччо — образованный артист. Они идеально дополняли друг друга.

## Знакомство с Доменико Модуньо
Летом 1958 года Франко и Чиччо работают в Реджо Калабрия на одной сцене с Доменико Модуньо / Domenico Modugno. Модуньо был звездой спектакля, а Франко и Чиччо завершали первое отделение, показывая один из своих скетчей перед антрактом. Они имели оглушительный успех, чем удивили Модуньо. Он так проникся их талантом, что пообещал обязательно помочь, как только вернётся в Рим. Прошло 2 года, и через некоторое время театральный импресарио Равера предлагает им участвовать в музыкальном спектакле в Южной Америке, посулив аванс в размере 250 000 лир. Сумма для Франко и Чиччо просто огромная, таких денег они никогда не видели и подписали контракт, даже не читая. Но спектакль всё откладывался. Тем временем во время одного представления в Риме их снова навестил Доменико Модуньо. Он предложил работать вместе, создать небольшую труппу с ним, Франко и Чиччо и братом Доменико в качестве главного комика. Предложение было заманчивым, но Франко к тому времени мечтал о кинематографе, тем более, что их заметил режиссёр Маттоли, который был на паре представлений двух комиков.
Маттоли рассказывал, что на первой кинопробе он попросил Франко и Чиччо продемонстрировать, что они умеют, что бы написать под них эпизод. Режиссёр вспоминает: «я решил, наверное, они сошли с ума, объявив тему этюда: плач отца над ещё неостывшим телом своего двадцатилетнего сына. Ничего себе шуточки? Кто может смеяться над такой трагичной ситуацией? Но смеялся весь номер. Они специально выбрали такую щекотливую тему. Это были очень опытные артисты и знали, что это меня шокирует и привлечет внимание. Итак, поняв, на что способна их комичность, специально написал очень веселые сценки с их участием, которые они великолепно сыграли».
Контракт на фильм, где они должны были сыграть в эпизоде двух контрабандистов, был подписан.
По окончании съёмок Доменико Модуньо предложил Франко и Чиччо контракт на 5 лет с оплатой в 500000 лир, который комики подписали сразу же. Оставалась проблема с уже подписанным контрактом на музыкальную комедию в Южной Америке. Чиччо пошёл на переговоры с Равера и сумел расторгнуть контракт, вернув аванс. Воспользовавшись своими артистическими способностями, он убедил продюсера, что Франко опять попал в беду и его посадили в тюрьму.
Итак, Доменико Модуньо получил Франко и Чиччо на 5 лет. Они начали с участия в музыкальной комедии «Rinaldo in campo». В сезоне 1961−1962 годов на одной из репетиций Доменико Модуньо сломал ногу. И чтобы уменьшить затраты на вынужденный простой, он решил сняться в кино и привлечь Франко и Чиччо. Так появился первый фильм, где комики играли главные роли. В 1961 году вышел фильм «L’onorata societa’» режиссёра Риккардо Паццалья. Это драматическая комедия на тему мафии. В этом же году дуэт Франко и Чиччо снялся в небольших ролях в фильме «il giudizio universale». Эти две работы положили начало большому пути в кинематографе дуэту сицилийский комиков.
В 1961—1963 годах Франко и Чиччо снимаются в серии фильмов, правда, платят им намного меньше, чем другим актёрам. Они нанимают агента, Амлето Адани, и это портит их отношения с Доменико Модуньо. Доменико считает это нарушением контракта, который они подписали с ним ранее. В качестве компенсации Франки и Инграссия снялись бесплатно в фильме Модуньо «Tutto e’ musica». Доменико посчитал этого не достаточным. Он хотел восстановить прежнюю труппу для нового музыкального спектакля «Tommaso d’Amalfi», автором которого стал Эдуардо де Филиппо. К сожалению, де Филиппо  ввёл в пьесу двух персонажей специально для Франко и Чиччо, ещё до того, как комики ответили на предложение. Они отказались от участия в постановке. Для дуэта, это уже был пройденный этап, им уже не хотелось возвращаться к старым образами, из которых они уже выросли. Конечно, это испортило отношения с Доменико Модуньо, и только по прошествии лет, они опять стали друзьями. Только это уже было не так, как раньше.

## Самостоятельное плавание
С этого момента наступает время максимальной реализации возможностей Франки и Инграссия.
Режиссёры наперебой приглашают артистов, которые гарантируют хорошие сборы, да денег за свою работу берут мало. Они принимают все предложения и от хороших, и от посредственных режиссёров, удачные и не очень, без разбору, потому что боятся остаться без работы и вернуться в голодное прошлое. В основном играют небольшие роли, разыгрывая свои знаменитые скетчи.
1962 год стал очень важным в карьере пары Франки-Инграссия, у них появились первые положительные результаты. Их стали называть золотой парой итальянского кино.
За 4 года они снялись в 38 фильмах. Сборы были колоссальными, фильмы с их участием в 1964 году собрали 10 % от всех сборов итальянской киноиндустрии. Самыми успешными были: тетралогия про мафию «I due mafiosi», «Due mafiosi nel far-west», «Due mafiosi contro Goldginger» e «Due mafiosi contro Al-Capone». «I due toreri», «I due figli di Ringo», «I due evasi di Sing Sing», «002 agenti segretissimi», «Come svaligiammo la banca d’Italia», «I due sanculotti».
Несмотря на бешеную популярность у народа, критики их не жаловали, что очень огорчало Франко Франки.

## Разлад в дуэте
Со временем отношения между двумя комиками стали разлаживаться, Чиччо уличал Франко в мании величия, а Франко обвинял товарища в заносчивости. И в середине 1970-х дуэт распался.
Оставшись один, Франко продолжил сниматься в комедиях и пародийных фильмах, таких как «Ultimo tango a Zagarolo» и «Ku-Fu? Dalla Sicilia con furore» (оба — 1973).
Занялся политической сатирой, в фильмах «Il sergente Rompiglioni» и «Il sergente Rompiglioni diventa… caporale» Франки делает пародию на Гитлера.
Имея от природы отличный музыкальный слух и неплохой голос, пробует себя в амплуа певца. В 1970 году даже участвует в фестивале Неаполитанской песни, где занимает второе место с песней «O divorzio»
Стена, что разделила Франко и Чиччо рушится в 1974 году, Инграссия приглашает Франки в свой фильм «Paolo il freddo», который снимает как режиссёр.
В 1980-х годах Франко Франки полностью меняет стиль работы. Почти перестает сниматься в комедиях, его желание — это роль в серьёзной драме, в интеллектуальном кино. В 1984 году он появляется в фильме «Kaos» братьев Тавиани, вместе с Чиччо Инграссия, и в 1987 — в фильме Альберто Бевиакуа «Tango blu».
Франко и Чиччо возвращаются вдвоём на телевидение в юмористические шоу.

## Допрос на антимафиозном процессе
В 1989 году известный борец с мафией, судья Джованни Фальконе, вызывает Франко Франки для дачи показаний в знаменитом большом антимафиозном процессе называемом Макси-процессом. Франко обвиняют в связях с мафией, в том что, будучи известным артистом, он принимал приглашения боссов мафии на различные мероприятия — свадьбы и дни рождения. Эти обвинения были сняты после допроса, но пресса вынесла эту новость на первые полосы, что очень расстроило Франко: «я был героем для детей, а теперь я стал монстром, которого обсуждают на первых полосах газет».

## Завершение карьеры
Новые серьёзные работы в кино принесли хорошие отзывы критиков. Только вот здоровье становилось всё хуже и хуже. Тяжёлое и голодное детство, работа на износ подточили здоровье, последний удар — обвинение в сотрудничестве с мафией усугубил и без того плохое физическое состояние актёра.
В июле 1992 года, в Неаполе во время записи развлекательной программы для RAI 3 Avanspettacolo он почувствовал себя плохо и был доставлен с сердечным приступом в больницу Сан Паоло. Чиччо один продолжил запись программы. Только в последнем выпуски сезона он появляется на сцене: уставший, ослабленный болезнью. «Я был в раю, но там меня не приняли…» — говорит Франко, оправдывая своё отсутствие.
Умер Франко 9 декабря 1992 года в Риме в больнице Вилла Фламиния.
Похоронен на родине в Палермо, на кладбище Санта Мария дель Ротоли
В его честь и в честь его друга и партнёра по сцене Чиччо Инграссия режиссёры Чипри и Мореска сняли документальный фильм «Come inguaiammo il cinema italiano» — настоящая история Франко и Чиччо.
Франко Франки навсегда останется в истории мировой комедии.

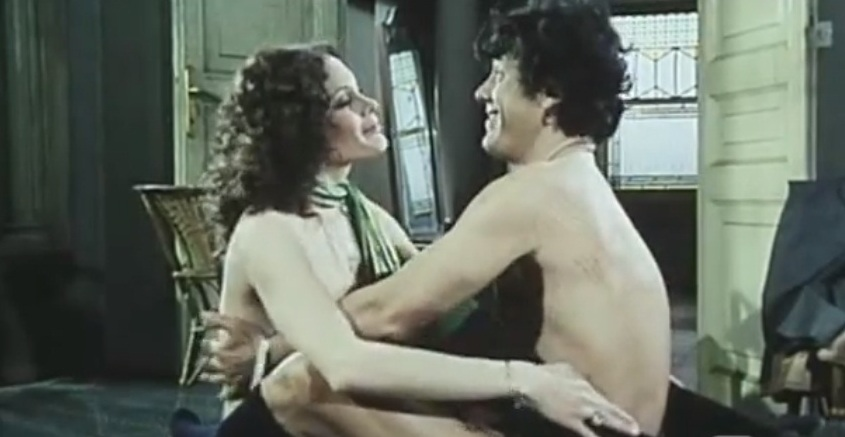
Ultimo tango a Zagarol
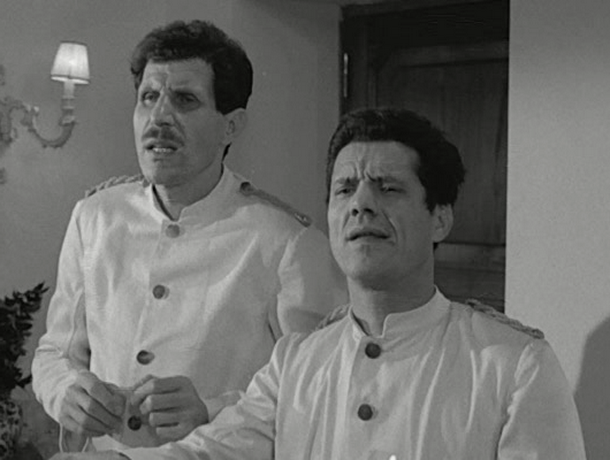
Franco e Ciccio